# Torrent de Bufal

El Torrent de Bufal, respecte del terme d'Abella de la Conca

El torrent de Bufal és un torrent del terme municipal d'Abella de la Conca, a la comarca del Pallars Jussà.
Està situat al vessant nord-oriental de Sarsús, al nord-est de la vila d'Abella de la Conca, a l'oest-nord-oest del Mas Palou. Es forma a 1.131 metres d'altitud, i davalla cap a llevant, travessa el Camí de les Bordes, passa ran de l'extrem meridional dels Serrats de la Font de Bufal, i prop de la Font de Caborriu s'aboca en el barranc de Caborriu.

## Etimologia
El torrent, i la desapareguda font del mateix nom, prenen el nom de l'ètim buf-, comú, com indica Joan Coromines a l'Onomàsticon Cataloniae, en llocs on es nota vent acanalat o bé buf d'exhalacions més o menys subterrànies. Procediria, així doncs, de la mateixa arrel que el verb bufar i, per tant, es tractaria d'un topònim romànic.